# Jafar javeti
Jafar javeti är en insektsart som beskrevs av Victor Antoine Signoret 1858 . Jafar javeti ingår i släktet Jafar och familjen dvärgstritar. Inga underarter finns listade i Catalogue of Life.